# LSV Anklam
Der Luftwaffen Sportverein Anklam war ein kurzlebiger Sportverein im Deutschen Reich mit Sitz im heutigen Landkreis Vorpommern-Greifswald.

## Geschichte
Zur Saison 1944/45 wurden alle Vereine die noch am Spielbetrieb teilnehmen konnten in die Gauliga Pommern eingeteilt und dort in sogenannte Sportkreisgruppen eingegliedert. Die Staffel West in der Gruppe Greifswald des Abschnitt West wurde dem LSV zugeteilt. Der Spielbetrieb wurde wieder abgebrochen, dass es zu keinem Spiel in der Staffel kam. Spätestens am des Zweiten Weltkriegs wurde der Verein dann auch aufgelöst.